# Vida Completa SerrAzul
O Vida Completa SerrAzul é um complexo turístico imobiliário localizado no km 72 da Rodovia dos Bandeirantes, entre as cidades de Itupeva e Vinhedo, no interior do estado de São Paulo, Brasil. Compõem o complexo o parque temático Hopi Hari, o parque aquático Wet 'n Wild, o shopping SerrAzul, o hotel Resort Hotel Quality Itupeva, o Outlet Premium São Paulo,  além de outros projetos em fase de planejamento.. Está localizada no centro do Complexo Metropolitano Expandido, seu território espalhando-se entre a Região Metropolitana de Campinas e a Aglomeração Urbana de Jundiaí, principalmente nesta última.
Contando com atrações diversas, o complexo atrai cerca de 5 milhões de visitantes por ano, mais do que outros pontos turísticos brasileiros já consolidados, como o Pão de Açúcar e o Cristo Redentor, ambos no Rio de Janeiro.

## Empreendimentos do Complexo
- Shopping Serra Azul: centro de compras (Itupeva)
- Hopi Hari: parque de diversões (Vinhedo)
- Wet 'n Wild: parque aquático (Itupeva)
- Outlet Premium: centro de compras (Itupeva)
- Resort Hotel Quality Itupeva: hotel e centro de convenções (Itupeva)
- Fazenda Serra Azul: loteamentos (Itupeva)

## Acessos
- Rodovia dos Bandeirantes, km 72 (origem São Paulo, Jundiaí, Campinas)
- Estrada Municipal Joaquim Bueno Neto (origem Itupeva)
- Rodovia Miguel Melhado Campos/Estrada Engenheiro Agrônomo Aurélio José Frediani (Vinhedo-Itupeva) (origem Vinhedo)
- Av. Ricieri Chiqueto/Estrada Pau-a-Pique/Estrada José de Jesus (origem Louveira)